# Tadeusz Dowgird

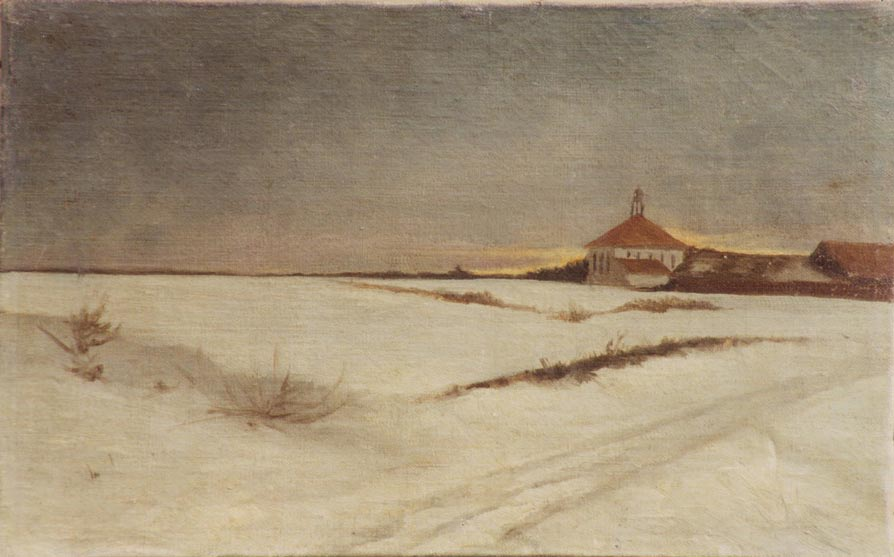
Pejzaż zimowy

Tadeusz Dowgird (lit. Tadas Daugirdas) (ur. 12 marca 1852 w Torbino (gubernia nowogrodzka), zm. 1 listopada 1919 w Kownie) – polski i litewski malarz, etnograf, archeolog i pisarz.

## Życiorys
Dzieciństwo spędził w dworze swoich rodziców w Plemborgu nieopodal Ejragoły (w guberni kowieńskiej), do szkoły chodził w Wilnie. Tamże zaczął się uczyć w 1869 sztuk plastycznych w szkole malarza Iwana Trutniewa. W roku następnym wyjechał do petersburgskiej Akademia Sztuk Pięknych, studiując tam do 1872 r., a na początku listopada 1872 r. zgłosił się do Akademii Sztuk Pięknych w Monachium do Antikenklasse i pobierał tam nauki u Adolfa Liera. Od 1875 ponownie mieszkał w rodzinnym dworze w Plemborgu, by w 1877 wyjechać do Warszawy, w której mieszkał do 1891, intensywnie tworząc i wystawiając swoje prace, zwłaszcza w Zachęcie, choć brał też udział w wystawach w Krakowie i Wiedniu. W 1891 powrócił do Plemborga zajął się badaniami archeologicznymi oraz etnograficznymi Litwy, w mniejszej mierze sztukami plastycznymi. W 1907 mianowany kierownikiem  Muzeum Miejskiego w Kownie, obowiązki podjął w 1909. W czasie I wojny światowej został wiceburmistrzem Kowna z nadania niemieckich władz okupacyjnych. W mieście pozostał również po powstaniu niepodległej Litwy i kierował tamtejszą państwowym urzędem archeologicznym.
Malował przeważnie krajobrazy, rzadziej sceny rodzajowe, tematy historyczne i martwe natury. Tworzył także ilustracje do czasopism, zwłaszcza dla Wisły, dla której także pisał krótkie notki. Podczas pracy w Kownie zajmował się także projektowaniem malowideł na ścianach kościołów oraz witraży, wykonywał też dekoracje teatralne. Malarstwo Dowgirda nie cieszyło się dużym zainteresowaniem, było mało oryginalne. Tym niemniej jego pojedyncze obrazy są w zbiorach Muzeum Narodowego w Krakowie i Muzeum Narodowego w Warszawie, a kilka płócien znajduje się w kolekcji wileńskiego Lietuvos nacionalinis dailės muziejus.
Dowgird jest też autorem litewskojęzycznych sztuk teatralnych, zajmował się także reżyserią teatralną.